# Hans store aften
Hans store aften er en dansk film fra 1946, skrevet og instrueret af Svend Rindom.

## Medvirkende
- Sigfred Johansen
- Lis Løwert
- Preben Lerdorff Rye
- Astrid Villaume
- Albert Luther
- Karin Nellemose
- Vera Gebuhr
- Karl Gustav Ahlefeldt
- Einar Juhl
- Per Buckhøj
- Sigurd Langberg
- Ib Schønberg
- Carl Fischer
- Ove Sprogøe
- Buster Larsen
- Lily Broberg
- Helga Frier
- Frits Helmuth
- Henry Nielsen
- Ejner Federspiel